# Rio Tuira
Le río Tuira est un fleuve du Panama, qui arrose la province de Darién, à l'est du pays.

## Géographie
Il se jette dans la baie de San Miguel (océan Pacifique) à La Palma, la capitale de la province de Darien.
Le río Tuira est le plus important cours d'eau du pays et un de ses affluents, le rio Chucunaque, est le cours d'eau le plus long (231 km).